# Liste der Naturschutzgebiete in Guinea-Bissau
Die Liste der Naturschutzgebiete in Guinea-Bissau listet alle Naturschutzgebiete im westafrikanischen Land Guinea-Bissau auf.
Die geschützten Gebiete unterstehen dem öffentlich-rechtlichen Instituto da Biodiversidade e das Áreas Protegidas. Das gibt mit etwa 470.000 ha rund 15 % des Staatsgebietes Guinea-Bissaus als naturgeschützt an, davon seien etwa zwei Drittel Meeres- und Mündungsgebiete. Mit dem weiteren Ausbau der geschützten Gebiete, insbesondere im seit 2015 erschlossenen Complexo Dulombi, Boé e Tchetche (s. u.) soll der Anteil der Naturschutzgebiete an der Landesfläche auf 26,3 % steigen.
Guinea-Bissau hat aktuell acht Naturschutzgebiete, davon drei Nationalparks, zwei weitere sind geplant.

## Liste der Naturschutzgebiete
| Name                                                          | Region                            | Gründung | Größe [ha] | Beschreibung | Ansicht |
| ------------------------------------------------------------- | --------------------------------- | -------- | ---------- | --- | ------- |
| Parque Natural das Lagoas de Cufada (PNLC)                    | Region Quinara                    | 2000     | 89.000     | Der Naturpark, zwischen Fulacunda und Buba gelegen, beherbergt die Seen Cufada, Biorna und Bedasse. Etwa 3.534 Menschen (Biafada, Mandinka u. a.) in 33 Dörfern (Tabancas) leben hier. Cufada ist der größte Süßwassersee des Landes. Das Feuchtgebiet bietet eine reiche Flora und Faune und ist nicht zuletzt für Zugvögel von großer Bedeutung. |         |
| Parque Nacional de Cantanhez (PNC)                            | Region Tombali                    | 2011     | 106.767    | Der auch als Matas de Cantanhez (Cantanhez-Wälder) bekannte Nationalpark erstreckt sich über die Sektoren Bedanda, Cacine und Quebo. Etwa 20.000 Menschen (Balanta, Nalu, Tanda, Fula, Djacanca und Susso) in 13 Dörfern (Tabancas) leben hier. Cantanhez gilt als letzter intakter Urwald des Landes. |         |
| Complexo Dulombi, Boé e Tchetche (DBT)                        | Regionen Gabú, Bafatá und Tombali | 2015     | 319.000    | Aus dem geschützten Gebietskomplex sollen die zwei Nationalparks Dulombi und Boé und die drei Naturschutzkorridore Tchetche, Salifo und Cuntabani entstehen. Das Gebiet erstreckt sich über die Sektoren Boé, Galomaro, Xitole und Quebo |         |
| Área Marinha Protegida Comunitária das Ilhas de Urok (AMPCIU) | Region Bolama                     | 2010     | ?          | Das Meeres- und Wasserschutzgebiet liegt im Sektor Caravela im Bissagos-Archipel und umfasst die See rund um die von etwa 3.000 Bijagos bewohnten Inseln Formosa (in der lokalen Bidyogo-Sprache: Urok), Ilha da Ponta (Nago) und Maio (Chedia), neben unbewohnten Eilanden. |         |
| Reserva de Biosfera do Arquipélago Bolama Bijagós (RBABB)     | Region Bolama                     | 1996     | 1.046.950  | Der Bissagos-Archipel wird seit 1996 von der UNESCO als Biosphärenreservat gelistet. Auf 21 bewohnten und 67 unbewohnten Inseln leben hier etwa 33.000 Menschen, ganz überwiegend Bijagos, verteilt auf 185 Dörfer (Tabancas). |         |
| Parque Nacional das Ilhas de Orango (PNO)                     | Region Bolama                     | 2000     | 158.235    | Der auch Parque Nacional de Orango genannte Nationalpark liegt im Bissagos-Archipel und umfasst die Inseln Orango, Orangozinho, Menegue, Canogo und Imbone, dazu die drei unbewohnten Eilande Adonga, Canuopa und Anhetibe. 2.268 Menschen (Bijagos) leben hier in 33 Dörfern (Tabancas). Das umgebende Meer ist hier an keiner Stelle tiefer als 30 Meter. |         |
| Parque Natural dos Tarrafes do Rio Cacheu (PNTC)              | Region Cacheu                     | 2000     | 88.615     | Der Naturpark besteht aus 68 % aus Mangrovenwälder, die damit das größte zusammenhängende Mangrovengebiet Westafrikas sind. U.a. als Vogelrefugium gerade für Zugvögel bedeutsam, teilt sich der Park in einen nördlichen Teil, in dem 7.120 Menschen aus sechs verschiedenen Ethnien in 27 Dörfern (Tabancas) leben, und in einen südlichen Teil, wo etwa 830 Menschen zweier Ethnien in 14 Dörfern leben. |         |
| Parque Nacional Marinho de João Vieira e Poilão (PNMJVP)      | Region Bolama                     | 2000     | 49.500     | Der Nationalpark ist vor allem ein Meeresschutzgebiet und umfasst das Gebiet um die vier Inseln João Vieira, Cavalo, Meio und Poilão, dazu kommen drei Eilande. Die vier Inseln, die meist nicht dem Bissagos-Archipel zugeordnet werden, sind unbewohnt und werden nur sporadisch von den besonders traditionsverhafteten Bijagos der Insel Canhabaque aufgesucht. Drei verschiedene Arten von Meeresschildkröten kommen hier vor, insbesondere für die Grüne Meeresschildkröte gilt dieses Gebiet als das bedeutendste im Westatlantik. |         |